# Oscar Torp

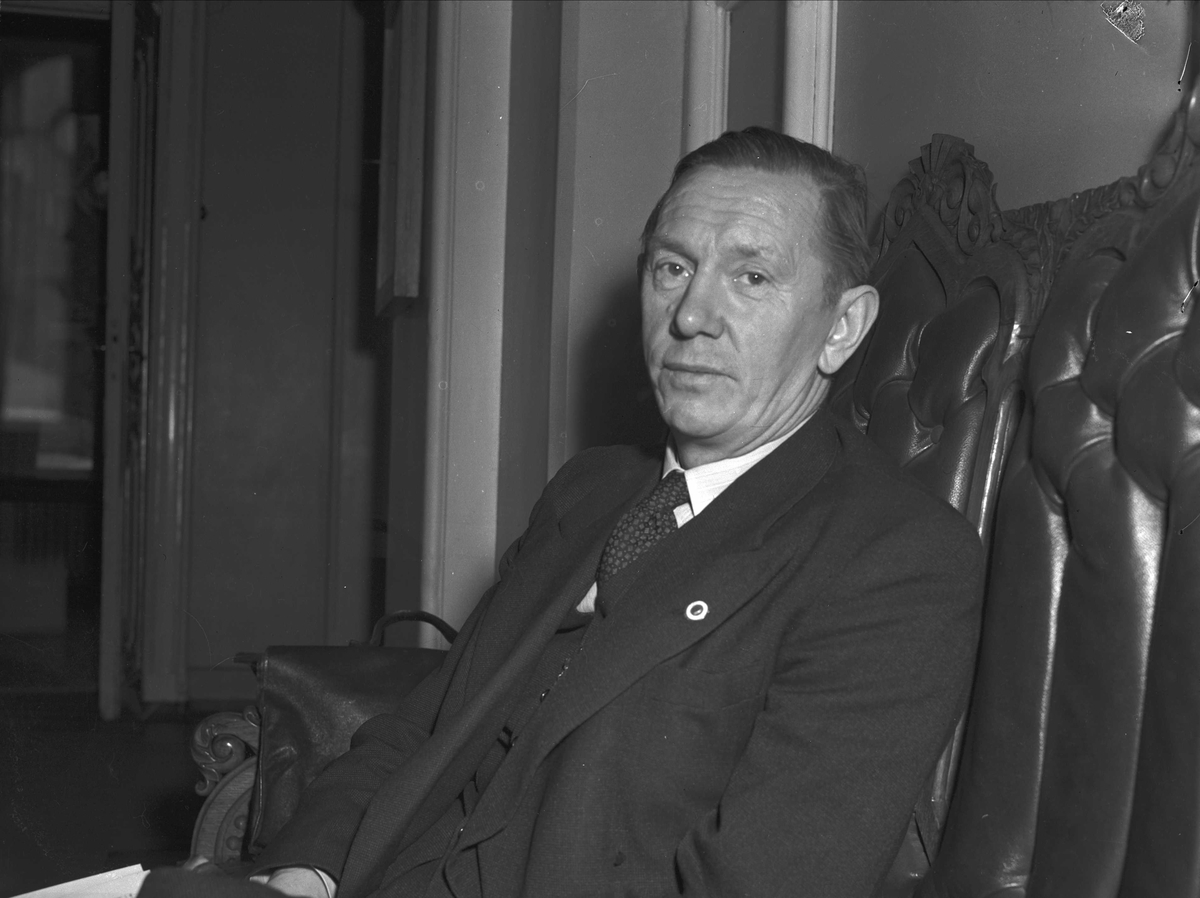
Oscar Torp.

Oscar Fredrik Torp, född 8 juni 1893, död 1 maj 1958, var en norsk politiker för Arbeiderpartiet. 

## Biografi
Torp var 1923-40 ordförande i Arbeiderpartiet och blev 1935 försvarsminister. Därefter hade han posten som socialminister från 1936 och från 1939 finansminister. Han var sedan försvarsminister 1940-45 i exilregeringen i London.
Torp var 1945-48 hushållningsminister för att slutligen ha uppdraget som  statsminister i regeringen Torp 1951-1955. Hans företrädare och efterträdare var Einar Gerhardsen, också han från Arbeiderpartiet.